# Episodi di Star Trek: Short Treks (prima stagione)
La prima stagione della serie televisiva Star Trek: Short Treks è stata pubblicata tra il 2018 e il 2019, tra la prima e la seconda stagione di Star Trek: Discovery, alla quale funge da prequel. Accanto ai titoli italiani sono indicati i titoli originali.
Per questa stagione la serie è stata candidata a un Costume Designers Guild Awards del 2019, nella categoria Excellence in Short Film Design a Gersha Phillips per l'episodio La stella più brillante e ha vinto un Golden Reel Awards del 2019, nella categoria Live Action Under 35:00, sempre per il medesimo episodio.
| nº | Titolo originale   | Titolo italiano         | Pubblicazione USA | Pubblicazione Italia |
| -- | ------------------ | ----------------------- | ----------------- | -------------------- |
| 1  | Runaway            | Fuggiasca               | 4 ottobre 2018    | 17 gennaio 2019      |
| 2  | Calypso            | Calypso                 | 8 novembre 2018   | 17 gennaio 2019      |
| 3  | The Brightest Star | La stella più brillante | 6 dicembre 2018   | 17 gennaio 2019      |
| 4  | The Escape Artist  | Il mago delle evasioni  | 3 gennaio 2019    | 17 gennaio 2019      |

## Fuggiasca
- Titolo originale: Runaway
- Diretto da: Maja Vrvilo
- Scritto da: Jenny Lumet e Alex Kurtzman

### Trama
Dopo aver discusso con sua madre, Sylvia Tilly incontra una clandestina, Me Hani Ika Hali Ka Po, una giovane principessa Xaheana, membro della famiglia reale e futura regina, fuggita dal suo pianeta. Tilly, abituata a prendere ordini dagli altri, decide di prendere decisioni da sola, così da aiutare Po a tornare a casa in tempo per la sua incoronazione.
- Interpreti: Mary Wiseman (Silvia Tilly), Yadira Guevara-Prip (Me Hani Ika Hali Ka Po), Mimi Kuzyk (Siobhan Tilly)
- In fuga fa da prequel all'episodio della seconda stagione di Star Trek: Discovery, Un dolore così dolce (prima parte) (Such Sweet Sorrow, Part 1), permettendoci di sapere come Tilly e Po sono divenute amiche.

## Calypso
- Titolo originale: Calypso
- Diretto da: Olatunde Osunsanmi
- Scritto da: Sean Cochran e Michael Chabon (soggetto), Michael Chabon (sceneggiatura)

### Trama
La USS Discovery si trova alla deriva nello spazio, dove è stata abbandonata da circa un millennio dal suo equipaggio. L'intelligenza artificiale che governa la nave, Zora, ha ricevuto l'ordine dal suo capitano di mantenere la posizione. Dopo circa mille anni recupera una capsula di salvataggio di passaggio che trasporta un uomo di nome Craft, originario del pianeta Alcor IV. Zora tiene Craft a bordo della nave e tra i due si sviluppa una certa intimità. I due passano il tempo guardando vecchi film, tra cui il loro preferito è Cenerentola a Parigi di Stanley Donen, interpretato da Audrey Hepburn e Fred Astaire. Zora crea un proprio avatar digitale, così da permetterle di ballare con Craft sulla musica del film. Craft ha però il desiderio di far ritorno al suo pianeta e alla sua famiglia, così Zora ripara l'unica navetta rimasta a bordo e lo lascia partire.
- Interpreti: Aldis Hodge (Craft), Annabelle Wallis (voce di Zora), Sash Striga (ologramma di Zora)
- L'episodio serve a introdurre il personaggio di Zora, I.A. sviluppata in seguito all'assorbimento da parte del computer di bordo della Discovery dei dati di un'antica sfera dati. Il personaggio sarà sviluppato a partire dall'episodio della terza stagione di Star Trek: Discovery, Non ti scordar di me (Forget Me Not).
- Il motivo per cui la Discovery sia stata abbandonata alla deriva viene in parte spiegato nell'ultimo episodio dell'omonima serie, La vita in sé (Life, Itself, 2024).

## La stella più brillante
- Titolo originale: The Brightest Star
- Diretto da: Douglas Aarniokoski
- Scritto da: Bo Yeon Kim ed Erika Lippoldt

### Trama
Sul pianeta Kaminar, Saru vuole conoscere la vita al di fuori della società pre-curvatura del suo villaggio, dove la sua gente viene raccolta come cibo dai predatori Ba'ul. Rinvenuto un manufatto alieno, Saru è in grado di inviare un segnale comunicando così con il tenente Philippa Georgiou, che porta Saru via dal proprio pianeta permettendogli di unirsi alla Flotta Stellare.
- Interpreti: Doug Jones (Saru), Hannah Spear (Siranna), Robert Verlaque (Aradar), Michelle Yeoh (Philippa Georgiou)
- L'episodio serve da prequel alla serie Star Trek: Discovery, raccontandoci le origini di Saru e introducendo il personaggio di Siranna. Fa inoltre da prequel all'episodio della seconda stagione di Discovery, Rombo di tuono (The Sounds of Thunder), nel quale Saru fa ritorno al proprio pianeta d'origine.

## Il mago delle evasioni
- Titolo originale: The Escape Artist
- Diretto da: Rainn Wilson
- Scritto da: Michael McMahan

### Trama
Harry Mudd viene catturato da un cacciatore di taglie e portato a bordo di una nave della Federazione, ma lì vi trova molte altre versioni di Mudd già detenute. Altrove, il vero Mudd continua a creare copie androidi di sé stesso per poter continuare a eludere le autorità.
- Interpreti: Rainn Wilson (Harry Mudd)
- L'episodio approfondisce il personaggio di Harry Mudd, già apparso nella serie classica e in quella animata, oltre che negli episodi della prima stagione di Star Trek: Discovery, Scegli il tuo dolore (Choose Your Pain) e Toglie di senno fin anche i più saggi (Magic to Make the Sanest Man Go Mad).